# 赵地
赵地（1938年11月—），女，汉族，陕西渭南人，中华人民共和国政治人物。西北工业大学液体火箭发动机设计专业毕业，大学学历，工程师。

## 生平
1956年11月，加入中国共产党。1957年9月至1962年9月，在西北工业大学液体火箭发动机设计专业学习。1962年9月参加工作，任国防部五院三分院三十一所技术员。1965年9月至1969年8月，任第七机械工业部一院一O一站技术员、工程组组长。1969年8月至1971年9月，下放陆军农场劳动；1971年9月至1980年12月，任河南省开封汽车发动机厂技术员、工程师、设计科负责人。1980年12月至1981年9月，任河南省开封市科委副主任。1981年9月至1983年2月，任开封市副市长。1983年2月至1984年8月，任中共河南省委常委、省委组织部副部长。1984年8月至1988年7月，任中共河南省委副书记、省委组织部部长。
1985年9月中共全国代表会议增选中共第十二届候补委员，后担任十三届中央候补委员，中共十四大当选为中央纪律检查委员会委员。
1988年7月至1990年10月，任中共河南省委副书记。
1990年10月至1994年2月，任全国妇联副主席、书记处书记、党组成员。1994年2月至1998年9月，任全国妇联副主席、书记处书记、党组副书记。
1998年3月，第九届全国人大第一次会议上，他当选为全国人民代表大会常务委员会委员。2003年，继任十届全国人大常委会委员、全国人大内务司法委员会委员。